# Common Lisp Object System
Common Lisp Object System（コモン リスプ オブジェクトシステム、略称 CLOS）は、ANSI Common Lisp (CL) の一部をなすオブジェクト指向プログラミング機能であり、他の言語（EuLisp や Emacs Lisp、Scheme、Dylan）にも類似のシステムが導入されている。1984年のCommon Lisp仕様ではオブジェクト指向システムは時期尚早として組み込まれなかったが、1994年のANSI標準では組み込み機能となった。CLOS は強い型付けをもつ動的(実行時に定義を変更できる)オブジェクトシステムであり、C++やJavaのような静的なオブジェクト指向言語とは大きく異なる。1970年代に始まる初期のLISPオブジェクトシステム（Flavors や LOOPS）に影響されているが、より汎用的である。
LISPにオブジェクト指向を導入することは簡単である。2ページ程度のコードがあれば実現できる（Graham, 1994）。一方、オブジェクト指向LISPを柔軟で拡張性に富んだものに設計するのはより困難であった。CLOS は完全なオブジェクトシステムであり、オブジェクト指向システム自体がオブジェクト指向プログラミングによって拡張可能である。拡張のプロトコルは CLOS Metaobject Protocol (MOP) と呼ばれる。

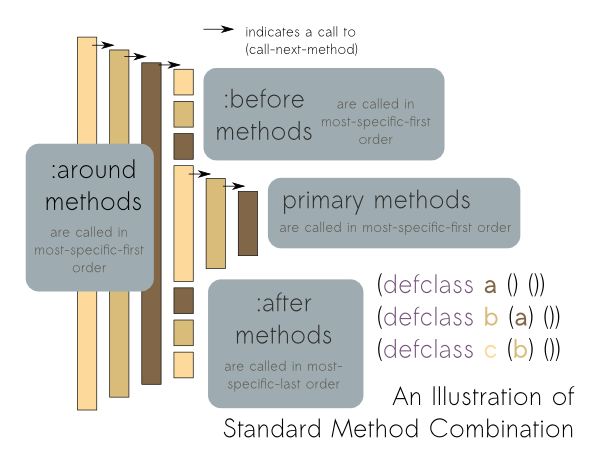
Standard Method Combination の概念図

## 特徴

### 多重ディスパッチ
CLOS は多重ディスパッチシステムである。すなわち、引数のデータ型によってメソッドを用意できる。多くのオブジェクト指向言語は単一ディスパッチであり、メソッドは第一引数のデータ型でしかディスパッチできない。CLOS のメソッドは総称関数にグループ化される。総称関数は同じ名前と引数構造を持つ（ただし個々の引数のデータ型が異なる）メソッドを集めたものである。後の例によりこのことをより良く説明する。

### 弱いカプセル化
多くの動的オブジェクト指向言語（Pythonなど）と同様、CLOS ではカプセル化が行われない。任意のデータ（スロット）にslot-value 関数でアクセス可能である。
データ構造や関数管理にあたって、CL のプログラマはパッケージというモジュール管理機能を用いることが多い。

### 多重継承
CLOS は多重継承機能をもち、プログラミングスタイルとしてもMixinとして活用されてもいる。標準ではクラス優先順位リストをトポロジカルソートする戦略に加え、メソッドの起動順序のカスタマイズ等が可能であり、C++等にみられる菱形継承問題等は顕在化しない。また、クラス優先順位リストのソートの戦略もCLOS MOPによりクラスごとにユーザーがカスタマイズが可能である。

### 動的クラス変更
CLOSでのオブジェクトのクラスは動的であり、オブジェクトの内容だけでなく「構造」を実行時に変更できる。インスタンスが属するクラスを変更する関数は (change-class INSTANCE NEW-CLASS-NAME &rest INITARGS) である。
また、CLOS は実行時に（既にそのクラスがインスタンスを持っていても）クラス定義を変更できる。具体的には、defclassを再度評価してクラス定義を変更した際、CLOSは(make-instances-obsolete CLASS)を呼び出す。make-instances-obsoleteは指定されたクラスのすべてのインスタンスに対してupdate-instance-for-redefined-classを呼び出す。update-instance-for-redefined-classは新たに追加されたスロットや削除されたスロットの情報を引数として受けとり、同じく引数として受け取ったインスタンスから新しい定義に基づいて新たに作ったインスタンスへ値をコピーする。これら３つのメソッドは継承によりユーザーが書き換え・追加を行うことができる。

### クラスベース
CLOS はプロトタイプベースではない。インスタンスをあるクラスのメンバーとして作成するには事前にdefclassによってそのクラスを定義しなければならない。

### MOP: Meta Object Protocol
ANSI 標準の範囲外だが、CLOS の実装に広く採用されている拡張としてメタオブジェクトプロトコル(The Common Lisp Object System MetaObject Protocol)がある。MOP は CLOS 実装基盤に標準インタフェースを定義し、クラスをメタクラスのインスタンスとして扱い、新たなメタクラスを定義したり、基底クラスの振る舞いを修正したりできる。CLOS MOP はアスペクト指向プログラミングの先取りとも言え、実際同じ技術者（Gregor Kiczales など）が関わっている。代表的な機能はGeneric Function (class-slots class)、Class standard-slot-definition、など。
MOPは実装系によって扱いが異なるが、その重要性のため、可搬性を担保する試みが行われている。結果、現在では、インターフェースを共通にするライブラリ Closer to MOP がデファクトスタンダードとなっている。

## 実行メソッドの形成
総称関数を呼び出した時、実行する手続きの内容は、多くの動的オブジェクト指向プログラミングシステムと同様、その実行時に動的に決定されるが、メソッドキャッシュやコンパイル時に決定できる最適化を用いて高速化を図っている処理系が多い。

### 適用可能メソッドを並べる
引数の型と継承関係に応じて、適用してよいメソッドを集める。
クラスpersonがクラスanimalを継承しているとする。p1とp2は共にpersonのインスタンスである。総称関数reactionの以下のような呼び出し
```
(
reaction
 
p1
 
p2
)

```

について、メソッドが以下のように定義されている場合、
```
(
defmethod
 
reaction
 
((
a1
 
animal
)
 
(
a2
 
animal
))
 
(
foo
))
 
; 1

(
defmethod
 
reaction
 
((
a1
 
person
)
 
(
a2
 
animal
))
 
(
bar
))
 
; 2

(
defmethod
 
reaction
 
((
a1
 
animal
)
 
(
a2
 
person
))
 
(
baz
))
 
; 3

(
defmethod
 
reaction
 
((
a1
 
person
)
 
(
a2
 
person
))
 
(
bab
))
 
; 4

```

上の4つはすべて適用可能メソッドである。

### クラス継承順によるメソッドの並べ替え
これら4つのメソッドは、引数オブジェクトの継承順序(Precedence Order)に従ってソートされる。
上の例では、呼び出す際のp1とp2が共にクラスpersonのインスタンスであるため、それに最もマッチしている4番目のメソッドが最も高い継承順序を持つ。
継承順序は通常、左側の引数から順に計算される。従って上の例では、2番目と3番目のメソッドを比べた場合、第一引数の適用度が優先されることから、2番目の適用度のほうが高くなる。
結果的に、メソッドらは4,2,3,1の順でソートされる。

### メソッド結合(メソッド・コンビネーション)
CLOSでは、上のソートによって作られたメソッドのリストに一定の戦略を適用することで、最終的に実際に行う動作を決定する。この戦略のことをメソッド結合と呼ぶ。いくつかのバリエーションが標準で定義されている。
他の言語において、あるインスタンスのメソッドを呼び出すときの動作について考えてみよう。そのインスタンスのクラスが親クラスを持つとき、例えばJavaのような言語においては、継承されたメソッドは上書きされてしまう。一方,CLOSではそのような通常の上書き(オーバーライド)戦略だけにとどまらず、多種多様な戦略がANSI標準で定義され、かつ自由に定義できる。
(ただし、javaはsuperという特殊なメソッドを備えているため、子クラスのメソッドから親のメソッドを呼ぶことができ、言語の柔軟性を高めている。)
メソッド結合法則は総称関数の定義ごとに指定する。標準メソッド結合以外のメソッド結合法則を指定した場合、メソッド定義の際にはメソッド指定子(Qualifier)を指定して、結合法則に固有の機能を使うことを指定しなくてはいけない。それぞれのメソッド結合は複数のメソッド指定子を持つ。なお、すべてのメソッド結合は:aroundメソッド結合を持たなくてはならないと定義されている。

#### standard メソッドコンビネーション / 標準メソッド結合
これはjavaのもつ継承戦略と共通点がある。標準メソッド結合では、指定子を指定しない( unspecified method qualifier )メソッドのことをプライマリ・メソッド ( Primary method )と呼び、これには上書き戦略を用いる。また、その他に:around,:before,:afterメソッド結合を持つ。
メソッド定義の中では、(call-next-method)という特殊な関数を呼ぶことができ、これは次に適用すべきメソッドを呼び出す。このページの上部に、この関係を記した図がある。

#### + メソッド結合
これは、すべての適用可能メソッドを実行し、それらの返した値を足し合わせて全体の値として返すという結合方法である。同様のメソッド結合として標準で定義されているものに、list,progn,appendなどがある。

#### max メソッド結合
これは、すべての適用可能メソッドを実行し、それらの返した値の最大値を全体の値として返すという結合方法である。
同様のメソッド結合として標準で定義されているものにminがある。

#### 新たなメソッド結合の定義
define-method-combinationは、ユーザーに、新たなメソッド結合を定義する自由を与える。

## 例
以下に、CLOSを用いて複数のクラスでメソッドを適用する例を示す.

### クラス定義
動物、野生の犬、ペットの犬、人間、ステュワーデス、男というクラスを定義した。
```
(
defclass
 
animal
 
()

  
((
sex
 
:reader
 
sex-of
 
:initarg
 
:sex
)))

;; 初期値を設定するためのキーワード引数を :sex に指定する

(
defclass
 
named-mixin
 
()

  
((
name
 
:type
 
string
 
:reader
 
name-of
 
:initarg
 
:name
)))

;; 名前を持つオブジェクトのmixin

;; :reader 指定により、スロット読み出し用の関数が自動で定義される

(
defclass
 
wild-dog
 
(
animal
)

  
((
food
 
:initform
 
:anything
)))

(
defclass
 
pet-dog
 
(
animal
 
named-mixin
)

  
((
food
 
:initform
 
:dog-food
)))

;; :initformにより、インスタンス作成時に値を設定しない場合の初期値を定める

(
defclass
 
person
 
(
animal
 
named-mixin
)

  
((
address
 
:accessor
 
adress-of
)))

;; accessor指定により、読み書き両方の関数が作られる

(
defclass
 
male-mixin
 
()

  
((
sex
 
:initform
 
:male
)))

(
defclass
 
female-mixin
 
()

  
((
sex
 
:initform
 
:female
)))

(
defclass
 
stewardess
 
(
person
 
female-mixin
)

  
())

```

### スタンダード・メソッドコンビネーション
それぞれの継承順に基づいて、何かを言わせてみる。
```
(
defun
 
say
 
(
sound
)

  
(
format
 
t
 
sound
))

;; 標準出力に書き込む

(
defgeneric
 
saysomething
 
(
animal
))

(
defmethod
 
saysomething
 
((
ani
 
animal
))

  
(
say
 
"aaaaa!"
))

;; 通常、動作は継承により上書きされる

(
defmethod
 
saysomething
 
:before
 
((
p
 
person
))

  
(
say
 
"hi!"
))

;; :before 指定により、子孫クラスのメソッドをあとに続いて実行できる

(
defmethod
 
saysomething
 
((
st
 
stewardess
))

  
(
say
 
"welcome aboard!"
))

;; stewardess は person クラスを継承するので、:before 指定に従い

;;  hi! と言った後に welcome aboard! という

```

### list メソッドコンビネーション
多重ディスパッチとlistメソッドコンビネーションを用いて、何かが何かに出会った時の反応をリストにして書き出させてみる。
```
(
defgeneric
 
reaction
 
(
of
 
to
)

  
(
:method-combination
 
:list
))

;; 第一引数がとる第二引数への反応を返す。

;; メソッド結合をstandardからlistへ変更する。

;; そのため、それぞれのメソッドの返り値がlistにまとめられて返る

(
defmethod
 
reaction
 
list
 
((
a1
 
animal
)
 
(
a2
 
animal
))

  
:look
)

(
defmethod
 
reaction
 
list
 
((
a1
 
wild-dog
)
 
(
a2
 
wild-dog
))

  
(
if
 
(
in-same-group
 
a1
 
a2
)

	  
:sniff
  
;; くんくん嗅ぐ

	  
:bark
))
 
;; 吠える

(
defmethod
 
reaction
 
list
 
((
wild
 
wild-dog
)
 
(
pet
 
pet-dog
))

  
:bark-strongly
)

(
defmethod
 
reaction
 
list
 
((
pet
 
pet-dog
)
 
(
wild
 
wild-dog
))

  
:run-away
)

(
defmethod
 
reaction
 
list
 
((
pet
 
pet-dog
)
 
(
p
 
person
))

  
:escort
)

(
defmethod
 
reaction
 
list
 
((
p
 
person
)
 
(
pet
 
pet-dog
))

  
:go-for-a-walk
)

(
defmethod
 
reaction
 
list
 
((
p1
 
person
)
 
(
p2
 
person
))

  
:greetings
)

(
defmethod
 
reaction
 
list
 
((
st
 
stewardess
)
 
(
p
 
person
))

  
:welcome-aboard
)

(
defmethod
 
reaction
 
list
 
((
f1
 
female-mixin
)
 
(
p
 
person
))

  
:watch-clothes
)

(
defmethod
 
reaction
 
list
 
((
m
 
male-mixin
)
 
(
f
 
female-mixin
))

  
:watch-hip-tits-and-waist
)

(
reaction
 
(
make-instance
 
'animal
)

	  
(
make-instance
 
'animal
))

;; --> (:LOOK)

(
reaction
 
(
make-instance
 
'man
)

	  
(
make-instance
 
'stewardess
))

;; --> (:GREETINGS :LOOK :WATCH-HIP-TITS-AND-WAIST)

(
reaction
 
(
make-instance
 
'stewardess
)

	  
(
make-instance
 
'man
))

;; --> (:WELCOME-ABOARD :GREETINGS :LOOK :WATCH-CLOTHES)

(
reaction
 
(
make-instance
 
'wild-dog
)

	  
(
make-instance
 
'man
))

;; --> (:LOOK)

(
reaction
 
(
make-instance
 
'pet-dog
)

		  
(
make-instance
 
'man
))

;; --> (:ESCORT :LOOK)

(
reaction
 
(
make-instance
 
'pet-dog
)

	  
(
make-instance
 
'wild-dog
))

;; --> (:RUN-AWAY :LOOK)

```